# Czermosznianka
Czermosznianka (kaz. i ros. Чермошнянка, Czermosznjanka) – wieś w północnym Kazachstanie, w obwodzie północnokazachstańskim, w rejonie Tajynsza. W 2009 roku liczyła 824 mieszkańców.